# Старосілля (Тосненський район)
Старосі́лля (рос. Староселье) — село в Тосненському районі Ленінградської області, Росія.